# Вэкэрешти
Вэкэре́шти (рум. Văcărești) — озеро в южной части Бухареста — секторе 4, в Румынии. Озеро расположено недалеко от центра города, ограждено бетонной дамбой, периметр которой составляет около 4 километров. Площадь озера — 198 га. Полный объём воды — 53,7 млн м³, постоянный — 21,85 млн м³.
Из-за большого количества видов растений и животных, обитающих на прилегающей к озеру территории и непосредственно в нём, его называют «Дельтой Бухареста».

## История
В течение столетий на месте нынешнего озера находилась частично заболоченная старица протекающей через Бухарест реки Дымбовицы, основное русло которой находится чуть севернее. В середине 1980-х годов часть заболоченной территории была осушена и расчищена для постройки квартала в котором, помимо прочих строений, должны были находиться новые здания Министерства юстиции и Верховного суда Румынии. Сам же водоём по изначальной задумке предполагалось превратить в искусственное озеро, которое было бы связано 45-километровым судоходным каналом с Дунаем и позволило бы превратить Бухарест в дунайский порт. После выявления ряда сложностей в реализации данного проекта было решено создать на этом месте водохранилище, куда поступали бы сезонные излишки воды из Дымбовицы: это должно было способствовать борьбе с наводнениями и улучшению городского водоснабжения. В ходе работ, начатых в 1986 году, старица и часть окружающей её территории были обнесены бетонной дамбой, внутрь которой в течение некоторого времени перебрасывалась вода из Дымбовицы.
После свержения и казни Николае Чаушеску в результате Румынской революции 1989 года работы по созданию водоёма были прекращены. Однако к тому времени внутри бетонного периметра образовалось мелководное озеро c берегами, топкими на некоторых участках, и множеством островов. Со временем по периметру водоёма образовались плавни.
В 2013 году Румынская академия провела исследование, результаты которого показали, что в озере и на прилегающей к нему территории обитают сотни видов растений, 96 видов птиц, несколько видов млекопитающих, включая ласок и выдр, а также пресмыкающиеся, в том числе черепахи и змеи.

### Правовой статус
Члены Международного союза охраны природы Дэн Барбулеску и Кристиан Ласку учредили Ассоциацию национального парка «Вэкэрешти», основной целью которой было присвоение озеру статуса природного парка.
5 июня 2014 года на территории озера был создан одноимённый природный парк.
В настоящее время ассоциация занимается охраной и управлением территории озера. Исполнительный директор ассоциации, Дэн Барбулеску, заявляет, что главная проблема парка на сегодняшний день — выброс мусора и браконьерство. По его словам, на западной окраине парка люди часто устраивают барбекю, а среди выброшенного мусора есть даже холодильники и шины.
Барбулеску говорит о том, что одна из приоритетных задач ассоциации — создание организации, финансово способной полноценно управлять парком, так как Правительство Румынии не финансирует подобные проекты.
На данный момент территория парка управляется Министерством окружающей среды и лесного хозяйства Румынии.
Министр окружающей среды Румынии предложил дать парку статус заповедника, аргументировав своё заявление тем, что на его территории проживает более 90 редких видов растений и животных.